# Linden (Pfalz)
Linden ist eine Ortsgemeinde im Landkreis Kaiserslautern in Rheinland-Pfalz. Sie gehört der Verbandsgemeinde Landstuhl an, innerhalb derer sie sowohl hinsichtlich der Zahl der Einwohner als auch hinsichtlich der Fläche die drittkleinste Ortsgemeinde darstellt.

## Geographie

### Lage
Die Gemeinde liegt am Rand des Pfälzerwaldes, der in diesem Bereich nach Westen in die Sickinger Höhe übergeht. Zu Linden gehören zusätzlich die Wohnplätze Ländler-Hof, Lindener Mühle und Weiherhof. Nachbargemeinden sind – im Uhrzeigersinn – Queidersbach, Krickenbach, Schopp, Horbach und Weselberg.

### Erhebungen und Gewässer
Durch Linden fließt der Queidersbach, volkstümlich auch Steinalb genannt. Im Südosten der Gemarkung erstreckt sich das Eichköpfchen.

## Geschichte
Der Ort wurde 1363 erstmals urkundlich erwähnt.
Das Dorf Linden gehörte vom frühen 16. bis zum Ende des 18. Jahrhunderts zum sogenannten Großgericht der Herrschaft Landstuhl, das im Besitz der Freiherren von Sickingen der Linie zu Hohenburg war.
Im Jahr 1794 wurde das Linke Rheinufers im Ersten Koalitionskrieg besetzt. Von 1798 bis 1814 gehörte Linden zum Kanton Landstuhl im Departement Donnersberg.
Von 1798 bis 1814, als die Pfalz Teil der Französischen Republik (bis 1804) und anschließend Teil des Napoleonischen Kaiserreichs war, war Queidersbach in den Kanton Landstuhl im Departement Donnersberg eingegliedert und unterstand der Mairie Queidersbach.
Aufgrund der auf dem Wiener Kongress getroffenen Vereinbarungen kam das Gebiet im Juni 1815 zunächst zu Österreich und wurde 1816 auf der Grundlage eines Staatsvertrags an das Königreich Bayern abgetreten. Unter der bayerischen Verwaltung gehörte Linden von 1817 an zum Landkommissariat Homburg im Rheinkreis, ab 1862 zum Bezirksamt Homburg und wechselte 1929 zum Bezirksamt Kaiserslautern.
Seit 1939 ist die Gemeinde Bestandteil des Landkreises Kaiserslautern. Nach dem Zweiten Weltkrieg wurde Linden innerhalb der französischen Besatzungszone Teil des damals neu gebildeten Landes Rheinland-Pfalz sowie des Regierungsbezirks Pfalz. Im Zuge der ersten rheinland-pfälzischen Verwaltungsreform wurde der Ort 1972 in die neu geschaffene Verbandsgemeinde Kaiserslautern-Süd eingegliedert. Zum 1. Juli 2019 wechselte Linden in die Verbandsgemeinde Landstuhl.

## Bevölkerung

### Einwohnerentwicklung
Die Entwicklung der Einwohnerzahl von Linden, die Werte von 1871 bis 1987 beruhen auf Volkszählungen:
| Jahr | Einwohner |
| ---- | --------- |
| 1815 | 198       |
| 1835 | 314       |
| 1871 | 408       |
| 1905 | 501       |
| 1939 | 833       |
| 1950 | 923       |
| 1961 | 1.100     |

| Jahr | Einwohner |
| ---- | --------- |
| 1970 | 1.268     |
| 1987 | 1.206     |
| 1997 | 1.321     |
| 2005 | 1.194     |
| 2011 | 1.179     |
| 2017 | 1.145     |
| 2023 | 1.154     |

### Religion
Vor Ort existieren eine protestantische sowie eine katholische Kirche. Letztere trägt den Namen Herz Mariä und enthält eine von Hugo Mayer Orgelbau gefertigte Orgel aus dem Jahr 1968.

## Politik

### Gemeinderat
Der Gemeinderat in Linden besteht aus 16 Ratsmitgliedern, die bei der Kommunalwahl am 9. Juni 2024 in einer personalisierten Verhältniswahl gewählt wurden, und dem ehrenamtlichen Ortsbürgermeister als Vorsitzendem.
Die Sitzverteilung im Gemeinderat:
| Wahl | SPD | CDU | FWG | BFL | Gesamt   |
| ---- | --- | --- | --- | --- | -------- |
| 2024 | 2   | 4   | 10  | –   | 16 Sitze |
| 2019 | 2   | 2   | 12  | –   | 16 Sitze |
| 2014 | 1   | 3   | 12  | –   | 16 Sitze |
| 2009 | 1   | 2   | 10  | 3   | 16 Sitze |
| 2004 | 2   | 5   | 9   | –   | 16 Sitze |

- FWG = Freie Wählergruppe Linden e. V.
- BFL = Unabhängige Liste Bürger für Linden e. V.

### Bürgermeister
Max Richtscheid (FWG) wurde am 3. September 2024 Ortsbürgermeister von Linden, nachdem er bereits seit Januar des Jahres als Erster Beigeordneter die Amtsgeschäfte übergangsweise geführt hatte. Bei der Direktwahl am 9. Juni 2024 war er als einziger Bewerber mit einem Stimmenanteil von 83,4 % für fünf Jahre gewählt worden.
Richtscheids Vorgängerin Nicole Meier (FWG) wurde bei der Direktwahl am 26. Mai 2019 mit 87,36 % gewählt und damit Nachfolgerin von Uwe Unnold, der nach zehn Jahren im Amt nicht erneut angetreten war. Anfang 2024 legte sie ihr Amt als Ortsbürgermeisterin vorzeitig nieder, als sie hauptamtlich die Funktion der Ersten Beigeordneten der Verbandsgemeinde Landstuhl übernahm.

### Wappen
| Wappen von Linden | Blasonierung: „In Gold auf gewölbtem grünem Grund eine grüne Linde, deren Laubdach in der Mitte belegt ist mit einem schwarzen Schild, darin fünf silberne Kugeln (Bollen) 2:1:2.“ |
| Wappen von Linden | Wappenbegründung: Die fünf silberne Kugeln weisen auf die früheren Ortsherren, die Freiherrn von Sickingen hin.                                                                    |

## Kultur

### Kulturdenkmäler
Vor Ort befinden sich insgesamt drei Objekte, die unter Denkmalschutz stehen.

### Natur
Derjenige Teil der Gemeindegemarkung östlich des Queidersbach liegt im Naturpark Pfälzerwald, der wiederum zum Biosphärenreservat Pfälzer Wald-Vosges du Nord gehört.

### Regelmäßige Veranstaltungen
Alle zwei Jahre wird an einem Sonntag im Mai der autofreie Erlebnistag Radelspaß im Sickinger Land durchgeführt und die Hauptstraße für den motorisierten Verkehr gesperrt. Davon ausgenommen sind lediglich Radfahrer und Inline-Skater von Landstuhl über Linden bis Waldfischbach-Burgalben.

### Sport
Vor Ort existiert der Fußballverein FV Linden 1931. Am 15. Juli 2017 war die Gemeinde Austragungsort des DM Einzelzeitfahren und einen Tag später des
Straßenrennens der Rad-Bundesliga. Am 28. Juni 2019 fand vor Ort erneut das DM Einzelzeitfahren der Rad-Bundesliga statt.

## Wirtschaft und Infrastruktur

### Verkehr
Linden liegt an der in Nord-Süd-Richtung von Landstuhl nach Steinalben verlaufenden Landesstraße 363. Von dieser zweigt nach Osten die Kreisstraße 59 über Krickenbach in Richtung Moosalbtal ab. Östlich der Gemeinde verläuft die Bundesstraße 270, die Kaiserslautern mit Pirmasens verbindet. Zur Bundesautobahn 62 (Landstuhl–Zweibrücken) mit der Anschlussstelle Bann sind es sieben Kilometer. Nächstgelegener Bahnhof ist Schopp an der Biebermühlbahn.

### Tourismus
Durch die Gemeinde verlaufen mit der Pfälzerwald-Tour ein Radweg, der von Kaiserslautern bis nach Hinterweidenthal führt und der Skulpturenweg Schweinstal. Zudem führt durch den Osten der Gemarkung ein Wanderweg, der mit einem grün-gelben Balken markiert ist und der von Kirchheimbolanden bis nach Hirschthal verläuft.

## Söhne und Töchter
- Jürgen Lutz (* 1961), Fußballspieler
- Roger Lutz (* 1964), Fußballspieler